# Thai Farmers Bank FC
Dit overzicht is mogelijk incompleet; u kunt helpen door het uit te breiden.
Thai Farmers Bank FC is een voormalige Thaise voetbalclub. De club werd opgericht in 1987 en opgeheven in 2000.

## Erelijst
Nationaal
- Kor Royal Cup/Thai League: 1991, 1992, 1993, 1995, 2000
- Queen's Cup: 1994, 1995, 1996, 1997
- Thai FA Cup: 1999

Internationaal
- Asian Club Championship: 1994, 1995
- Afro-Asian Club Championship: 1994

## Voormalige spelers
- Natipong Srithong-In
- Sajja Sirikeat
- Choketawee Promrut
- Sanor Longsawang
- Sutee Suksomkit
- Kritsada Piandit
- Worrawoot Srimaka
- Sasom Pobpraserd
- Nipon Malanont
- Kritsana Wongbudee
- Apichet Puttan
- Watcharapong Klahan